# Ataksak
Dans la mythologie inuite, Ataksak ou Ataksâk est la déesse qui gouverne le ciel et représente la lumière qui apporte la joie et le bonheur dans le monde Elle est représenté comme une sphère ornée de nombreux fils brillants.

## Dans la culture populaire
- Ataksak apparait sur une des cartes du jeu de cartes à collectionner Deus paru en 1996, il s'agit plus précisément de la carte 160 Ataksâk dans la série des Eskimaux[2].